# Jacob H. Gallinger
Jacob Harold Gallinger, född 28 mars 1837 i Cornwall i Övre Kanada (i nuvarande Ontario), död 17 augusti 1918 i Franklin i New Hampshire, var en kanadensisk-amerikansk politiker (republikan). Han representerade delstaten New Hampshire i båda kamrarna av USA:s kongress, först i representanthuset 1885-1889 och sedan i senaten från 1891 fram till sin död.
Gallinger studerade medicin och inledde sin karriär som läkare i Concord, New Hampshire. Han var 1876 delegat till New Hampshires konstitutionskonvent.
Kongressledamoten Ossian Ray ställde inte upp för omval i kongressvalet 1884. Gallinger vann valet och efterträdde Ray i representanthuset i mars 1885. Han efterträddes 1889 som kongressledamot av Orren C. Moore. Gallinger efterträdde sedan 1891 Henry W. Blair som senator för New Hampshire.
Gallinger var tillförordnad talman i senaten, president pro tempore of the United States Senate, i sju olika omgångar åren 1912 och 1913. Uppdraget roterade mellan fem senatorer i USA:s 62:a kongress.
Senator Gallinger avled 1918 i ämbetet. Han gravsattes på Blossom Hill Cemetery i Concord.